# MP 40
, популарно познат као шмајсер је немачки аутомат калибра 9x19mm, из периода Другог светског рата. Дизајнирао га је конструктор Хајнрих Фолмер, међутим остао је упамћен по погрешном називу Шмајсер. Масовно је коришћен на свим фронтовима, те је постао симбол немачког Вермахта, као и једно од најупечатљивијих оружја 20. века, као и неизоставни део бројних ратних филмова.
Укупно их је произведено око 1,100.000 комада свих верзија, међутим немачке фабрике су током 1944 обуставиле производњу домаћег „шмајсера” у корист италијанске Берете 38/42.

## Историја и развој
Немачка је била пионир као прва земља која је у наоружање увела аутомат још 1918, био је то MP18. Међутим, он није био савршен, а како је време пролазило, био је већ застарео током 1930-их. Са доласком нациста на власт је почело поново наоружавање немачке војске.
Почетком 1938. немачка војска је издала захтев за оружјем погодним за наоружање посада оклопних возила, тј. погодног за дејство кроз отворе на њима. Предузеће „Erfurter Maschinenfabrik“ (ERMA) је већ почетком јуна исте године војсци понудило MP 38 (из којег је настао MP 40). Разлог овако брзог одговора на захтев лежи у томе што је фабрика из Ерфурта већ раније развијала проторипе таквих аутомата.
Наиме, немачки конструктор Хајнир Фолмер је још двадесетих година приступио реконструкцији аутомата са слободним затварачем, MP18, чији је плод био аутомат VMP25 (Vollmer MP 25). Међутим том аутомату је нађен низ замерки од којих је најкарактеристичнија велика дужина повратне опруге, али је упркос свему одобрено његово даље развијање. Каснији модели су такође имали мане VMP 26 – лоше се показала заштитна облога цеви, VMP 30 – превисока каденца (700 мет/мин).
Без обзира на све примедбе фирма наставља да развија оружје. Фолмеров аутомат доживљава и своју комерцијалну примену и извози се под називом ERMA MP (EMP, бивши VMP 31) у Бугарску, Јужну Америку, као и у Југославију. ERMA је визионарски још 1936. прилагодила EMP захтевима оклопних трупа те направила аутомат са преклопним кундаком- EMP 36. Класични дрвени кундак је замењен преклопним металним, за сигурно држање предвиђен је пиштољски рукохват, уклоњена је предња дрвена облога, а за прихват аутомата левом руком предвиђен је усадник оквира, који је због удобнијег прихвата постављен под углом од 30° улево и нагнут нешто унапред. Осигурач оквира решен је полугом пласираном са задње стране усадника, задржан је систем телескопске облоге опруге, регулатор за јединачну и рафалну паљбу, а на устима цеви уграђена је преклопна кука, која је служила за качење о спољну површину пушкарнице при дејству из оклопног возила. Задовољни овим решењем, припадници Вафен-СС-а наручили су око 10.000 примерака EMP 36.
Упрошћену и побољшању верзију аутомата EMP 36, је ERMA две године касније понудила управо војсци која ће је прихватити као MP 38, који је у наоружање војске званично уведен 29. јуна 1938. Серијска производња је почела већ исте године, током које произведено 1.000-2.000 аутомата. До 1. септембра 1939 када је почео Други светски рат, војсци је испоручено око 9.000 комада MP 38. До децембра још 5.700, а до јуна 1940 још 24.650. Све укупно, фирма ERMA је за војску произвела око 40.00 аутомата MP 38. Упркос ниском темпу производње, Вермахт је до почетка Битке за Француску имао више аутоматског наоружања неголи француска и британска војска заједно. 
Међутим, да би убрзали и олакшали производњу, Немци су почели да развијају нову верзију тј. MP 40. Први прототип је завршен децембра 1939, а производња је започета марта 1940. Измене су се огледале у употреби алуминијума код појединих делова уместо ливеног метала, као и нешто измењеним спољашњим деловима ради лакшег склапања. Прва фирма која је потпуно обуставила производњу MP 38 у корист MP 40 је била Steyr Mannlicher из Штајера у Аустрији, а следили су је и ERMA и Henel. До августа 1940 је производња порасла на 10.000 комада месечно.
До децембра 1941 је произведено 234.750 комада MP 40, те је Вермахт у првој години на источном фронту имао више аутоматског наоружања од Црвене Армије, какогод то се драстично изменило током 1942 јер су совјети много брже и лакше могли произвести већи број аутомата Шпагин ППш-41.
Немци су развили и посебу верзију са дрвеним кундаком, MP 41, намењен борбама у руралним условима. Фирма Henel је серијску производњу прекинула током 1942, ERMA почетком 1944 док је Steyr производњу MP 40 обуставио између августа и октобра 1944. Укупно је свих верзија произведено око 1,100.000 комада.
Немачка предузећа су од лета 1944 започела производњу италијанских аутомата Берета 38/42 који су се показали као много бољи. Производња ових аутомата је текла под ознаком „Maschinenpistole 738(i)” и до краја рата је у немачким фабрикама произведено око 150.000 комада.

## Земље кориснице
- Нацистичка Немачка
- Мађарска
- Бугарска
- Југославија
- НДХ
- Израел
- Румунија
- Шпанија
- Северни Вијетнам
- Република Кореја
- Норвешка
- Пољска
- Грчка
- Совјетски Савез
- Уједињено Краљевство
- Западна Немачка
- Иран
- Француска
- Малезија
- Индонезија

### Online
- „Erma MP-38 and MP-40 submachine gun (Germany)”. World Guns. Архивирано из оригинала 04. 06. 2012. г. Приступљено 7. 3. 2015.
- „MP40 Manufacturers and Markings”. Medal Net. Приступљено 7. 3. 2015.